# Kijevi Rusz

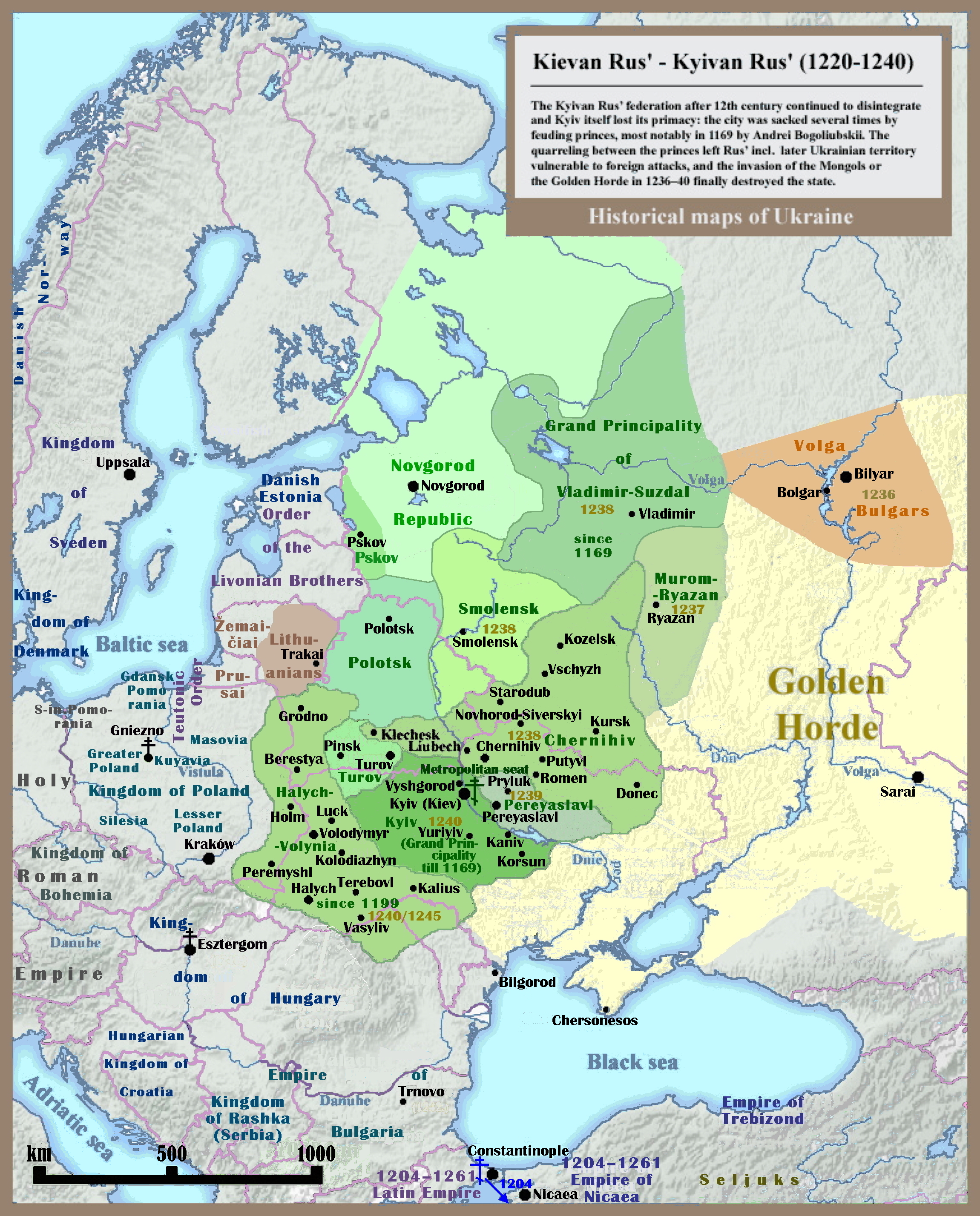
A kijevi Rusz 1240-ben, a mongol inváziót megelőzően

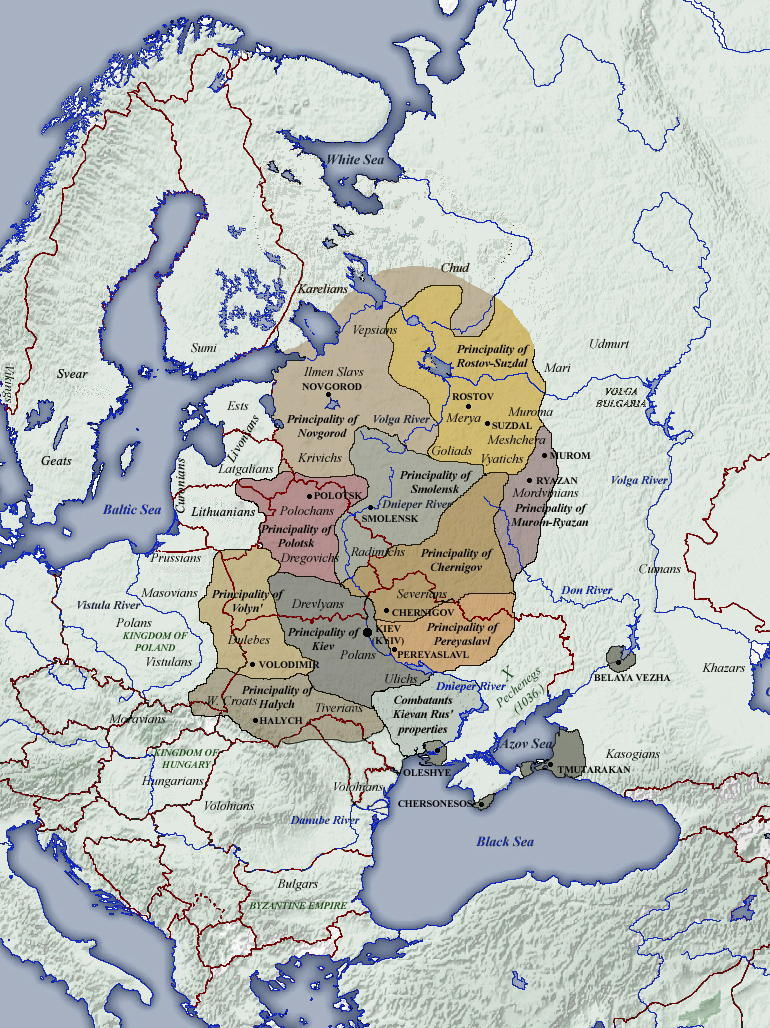
A Kijevi Rusz részfejedelemségei 1054–1132 között egyes vélemények szerint

A Kijevi Rusz vagy Kijevi Nagyfejedelemség (óegyházi szláv nyelven Рѹсь vagy Кыѥвьска Рѹсь) a kelet-európai térség első szervezett állama volt, amely magába foglalta a keleti szláv törzsek területeit. A 9. század végén jött létre, kezdetben a varégok és poljánok irányítása alatt. Fővárosa, Kijev a mai Ukrajna fővárosa, azonban ez az államszövetség mégsem kizárólag Ukrajna, hanem a rutén fejedelemségekből létrejött államalakulatok elődjének, a mai modern Fehéroroszország és Oroszország kulturális és történelmi előzményének is tekinthető. A keleti szláv törzseket és fejedelemségeket az egykorú magyar nyelvben egyöntetűen oroszoknak nevezték, így ez az elnevezés is helyes.
Hatalma csúcsán uralta szinte egész Kelet-Európát, és meghatározó hatalomként volt jelen a tágabb térség politikájában.

## A Rusz szó etimológiája
A szó etimológiája még tisztázatlan; négy jelentősebb elmélet is létezik rá a nyelvtudományban.
- A viking elmélet híve jelenleg a nyelvtudósok többsége. Eszerint a Rus szót a finn nyelvben a svédekre, illetve az északi germánokra használt ruotsi szóból vagy vélelmezett svédországi hazájuk, Roslagen nevéből vezetik le. A finn „ruotsi“ egy evezőst – „Ruder“ – jelentő ógermán szóból ered.

E változat ellen azt hozzák fel, hogy a nyelvtudomány mai állása szerint a szó hangalakja nem alakulhatott ki a 6. század előtt, és ez túl késői időszak egy szomszédos törzs elnevezéséhez.
- Keleti szláv elmélet: A Rus szó eszerint a keleti szlávok egy kisebb törzsét jelöli (a poljánok része), akiknek a települési területe a mai Kijevtől délre, a Rosz folyó mellett terült el. A törzs neve származhat a folyó nevéből, vagy a vöröst, világost jelentő szláv ruszij szóból. A rusz az ószláv nyelvben a vizet jelentő szócsoport töve is volt, amelyből a mai ukrán ill. orosz nyelvben olyan szavak származnak, mint a Русло (folyómeder)vagy Русалка (folyami nimfa), Роса (harmat).

Ez az elmélet a Szovjetunióban nagy népszerűségnek örvendett, de ma már a FÁK országain kívül alig van képviselője.
- Alán (iráni) elmélet: Egyes német, orosz és brit kutatók szerint a Rus szót az alánok egyik részének, a Ruchs-as törzsnek, vagy a szarmata roxolánok nevére kell visszavezetni. Mindkét törzsi névben, csakúgy mint az iráni és orosz Rustam és Ruslan nevekben benne rejlik a Raochschna = „fehér, fényes“ szó. A Rus mint népnév ennek alapján „világost, ragyogót“ jelentene.

A kutatók többsége azonban nem fogadja el ezt az elméletet, mivel az alánok csak csekély számban éltek a Rusz területének déli sarkában, és messze nem voltak olyan szervezettek, mint a vikingek.
- Nyugati szláv elmélet: Néhány történész a nevet a Ranen (Rujanen) nyugati szláv törzs nevéből vezeti le. Ez a törzs aktívan részt vett a keleti-tengeri kereskedelemben csakúgy, mint a vikingek expedícióiban.

Egyelőre nincs tehát általánosan elfogadott etimológiai levezetése sem a Rus szónak, sem az azzal legáltalánosabban összefüggésbe hozott finn Ruotsi-nak.

## Természeti adottságok
A Kijevi Rusz a Kelet-európai-síkságon helyezkedett el. Az északi terület erdők borította vidék, a déli területen a sztyeppék voltak. Az országnak mint akkoriban sok más államnak, nem voltak szilárd határai. Északon a Balti-tenger magasságáig terjedt,  délen a Fekete-tenger és a sztyepp, nyugaton a Prut folyó, a Kárpátok, a Nyugati-Bug, keleten a Don és a Volga jelezte kiterjedésének határait. Területe kb. 800 ezer km² volt.

## Etnikai, vallási összetétel
A Kijevi Rusz lakói szlávok, varégok, finnugorok voltak, amely népcsoportok a 10. század folyamán összeolvadtak.
Több mint 20 különböző és nem egységes nép és törzs laza szövetsége alkotta a Kijevi Ruszt. A lakossága 3–12 millió fő között lehetett. A keleti szlávok különálló törzsekben éltek, amelyeket csak a nagyfejedelem személye kötött össze.
Délnyugaton a drevljánok (Pripjaty és a Horiny déli medencéje), poljánok (a Dnyeper középső szakasza, központjuk Kijev volt), szeverjanok (a Gyeszna, Szula, Pszel, Vorszkla folyók medencéjétől a Sziverszkij Donyec felső folyásáig), tyiverciek (tivercek)(Dnyeszter és a Prut laső folyása), ulicsok (a Dnyeszter, Déli-Bug és Dnyeper alsó folyása), volinyiak (a Nyugati-Bug medencéje), dulibok (a Nyugati-Bug és a Pripjaty felső folyása) és fehérhorvátok (Elő-Kárpátok, Dnyeszter felső folyása) éltek.
Nyugati területeken a polocsánok (A Dnyeper felső folyása és a Nyugati-Dvina felső folyása között) és a drehovicsok (a Pripjatytól északra) éltek.
Az északkeleti területeken a szlovénok (csak nevük azonos a Balkánra vándorolt szlovénokkal) az (Ilmeny, Ladoga és Onyega tavak partjától a Volga felső folyásáig), kirivicsek (Csúd-tó, Volga, Dnyeper és Daugava felső folyása), radimicsek (a Dnyeper középső szakasza) és vjaticsok (Volga felső folyása, Oka és Kljazma medencéje) törzse élt.
A nem szláv népek és törzsek közül a Kijevi Rusz hatalma alá került több finnugor nép, mint a vót, vesz, csúd, merja, murom, mescser. A Rusz és későbbi részfejedelemségei gyakorta harcban álltak különböző nomád török népekkel, mint a tork néven emlegetett úzokkal, ugyanakkor a kijevi állam vazallusainak számítottak a fekete süvegesek.
Az államalakulat Vlagyimir uralkodása alatt kezdett áttérni a kereszténységre. Ő volt az első keresztény uralkodója névleg, ugyanis több felesége is volt. Az északkeleti országrészbe továbbra is érkeztek pogányok, így nehezen ment a hittérítés. Ezen a vidéken ezért a keresztény és pogány szokások hosszú ideig egyszerre voltak jelen, amit kettős hitnek (dvojeverije) nevezünk.

## Történelme

### A keleti szlávok a Kijevi Rusz előtt
A keleti szlávok eredete és kezdeti történelmük a szláv népek összességének a történetéhez nyúlik vissza.
Legkorábbi említésük a Kr. u. 1. évezred közepén keletkezett bizánci és arab forrásokban van szláv népcsoportoknak. A forrásoknak és a régészeti kutatásoknak az alapján a szlávok „őshazájának” a Kárpátok és Balti-tenger, illetve az Elba és a Dnyeper közötti területeket tekintik. Innen települtek szét a Kr.u. 6–7. században a nagy népvándorlás hullámaival. Nyugaton a Cseh-medence és a Keleti-Alpok térségéig jutottak, délen a Balkánra, keleten pedig a lovas nomádok által benépesült füves sztyeppékig.A keleti és északkeleti irányba vonuló népesség a folyók mentén, a földművelésre alkalmas helyeken telepedett le kis, mindössze néhány családból álló közösségekben. A vándorlásuk útvonalát csak a régészeti leletekből és a helynevek anyagából lehet rekonstruálni. A ritkán lakott kelet-európai síkságon a békés földművelő lakosság megjelenése nem okozott megrázkódtatást, mivel az itt élő balti és finnugor népek szétszórt csoportjaival konfliktusok nélkül éltek együtt, terjeszkedésük során több török és finn elemet magukba olvasztottak. Így jutottak el a 10–15. században a Fehér-tengerig.
Nagyjából a 7–10. század időszakától ismertek egyes törzsek nevei, de a 12. századra elvesztették jelentőségüket, mivel idővel lakóhely szerint különböztették meg a különböző csoportokat. Az ukránok elődei először a sztyeppei nomádok közül a kazárokkal kerültek összetűzésbe, mivel azok adófizetésre kötelezték a déli területeken élő földműves szlávokat. A kazárokat a magyar törzsszövetség követte, majd a besenyők. A Kijevtől délkeletre felbukkanó nomád népekkel gyakran kényszerültek harcra, de az is előfordult, hogy Kijev urai a kisebb csoportokat katonai szolgálatukba fogadták. A keleti szlávokkal kapcsolatba kerülő legfontosabb etnikum a vikingek voltak, akiket Európa keleti részén varégoknak neveztek. Az egész Európát bejáró vikingek a jó üzlet reményében járták be a keleti szlávok lakta Kelet-európai-síkságot a Bizánci Birodalomig és a Kaszpi-tengerig. A felfegyverzett kalmárok a kereskedelmi útvonalaik mentén telepeket alapítottak, a stratégiailag fontos helyeket fegyverrel biztosították. Megjelenésük óriási hatással volt a térség lakóira.

### A Kijevi Rusz létrejötte és a korai idők
A 12. században keletkezett évkönyv, a Régmúlt idők elbeszélése (vagy Nesztor-krónika) a következőket írja a világ teremtésétől számított 6370. évről, vagyis Kr. u. 862-ről:
„A varégokat elűzték a tengeren túlra, nem fizettek nekik adót, hanem a maguk gazdái lettek. De testvérviszály tört ki közöttük. Ezért így okoskodtak: »Keressünk magunknak egy igazságosan uralkodó és ítélkező fejedelmet.« Elmentek a tengeren túlra a varégokhoz. Ezeket ruszoknak hívták és így szóltak a ruszokhoz: »Országunk hatalmas és gazdag, de nincs benne rend. Gyertek és uralkodjatok közöttünk.« Ki is választottak három fivért, akik a szlávok földjére települtek egész nemzetségükkel. Rurik Novgorodban telepedett le.”
Rurik volt az első fejedelem (uralkodott kb. 830–879), utódai, a Rurik-dinasztia tagjai a 16. századig uralkodtak a Kijevi Ruszban, majd a különböző orosz fejedelemségekben.
A Kijevi Rusz alapításának vitatott kérdései között van a „rusz” szó etimológiája. A varégoknak az állam létrejöttében játszott szerepe is két táborra osztotta a történészeket. A normann-teoria hívei a varégok államalkotó szerepét hangsúlyozták, háttérbe szorítva szlávokat, az antinormann elmélet pedig a szlávok vezető szerepét bizonygatta az óorosz állam megteremtésében, esetenként tagadva, hogy a normannoknak bármi szerepük is lett volna az államszervezésben. Azonban mára bebizonyosodott, hogy a Kijevi Rusz létrejöttében a varégok részvételét nem lehet tagadni, de maguk a szlávok is tevékenyen részt vettek az államalapításban. A varégok csak meggyorsították az állam kialakulását és hozzájárultak a keleti szláv társadalom rétegződéséhez. A kutatások szerint a társadalom legfelsőbb rétegeibe tartoztak, a fejedelmi kíséret nagyobb részét ők tették ki, és az első fejedelmek is még varég neveket viseltek. Ugyanakkor nagyon gyorsan elszlávosodtak, ami azt jelzi, hogy sokkal kisebb részét képezték a lakosságnak, mint a szlávok. Végeredményben a Kijevi Rusz a keleti szlávok, a varégok és különböző finn, balti és török népelemek összességéből alakult ki. A hagyományok Oleg fejedelemségétől (879–912) számítják a Kijevi Rusz létrejöttét, a modern ruszisztika szerint Vlagyimir uralkodásától (980–1015) a tatárok megjelenéséig (1237–1240) tartó időszakban állt fenn.
Oleg 882-ben elfoglalta Kijevet, és annak uraként ellenőrizni tudta a Baltikumtól a Konstantinápoly felé vezető kereskedelmi útvonalat (varég út), emellett adót szedett a környező törzsektől. Utódai Igor (912–944) és Olga (945–962) is hasonló politikát folytattak: zsákmányszerző hadjáratokat vezettek és adóztatták a szomszédos törzseket. Igor és Olga fia, Szvjatoszláv (962–972) – aki már szláv nevet viselt, jelezve a varég előkelőségek elszlávosodását – kalandozó hadjáratai során már az Al-Dunáig is eljutott. Az időközben megnövekedett birodalmat egymaga már nem tudta ellenőrizni és engedelmességre bírni a druzsinájával, így fiait ülteti az egymástól távol eső területek központjaiba. A legidősebb fia, Jaropolk (972–980) kapta a legfontosabb várost, Kijevet. Jaropolk öccse Vlagyimir (980–1015), aki Novgorodot irányította apja halálakor, hosszas háborúskodásba kezdett és végül megszerezte magának a kijevi nagyfejedelmi széket.

### A Kijevi Rusz virágkora

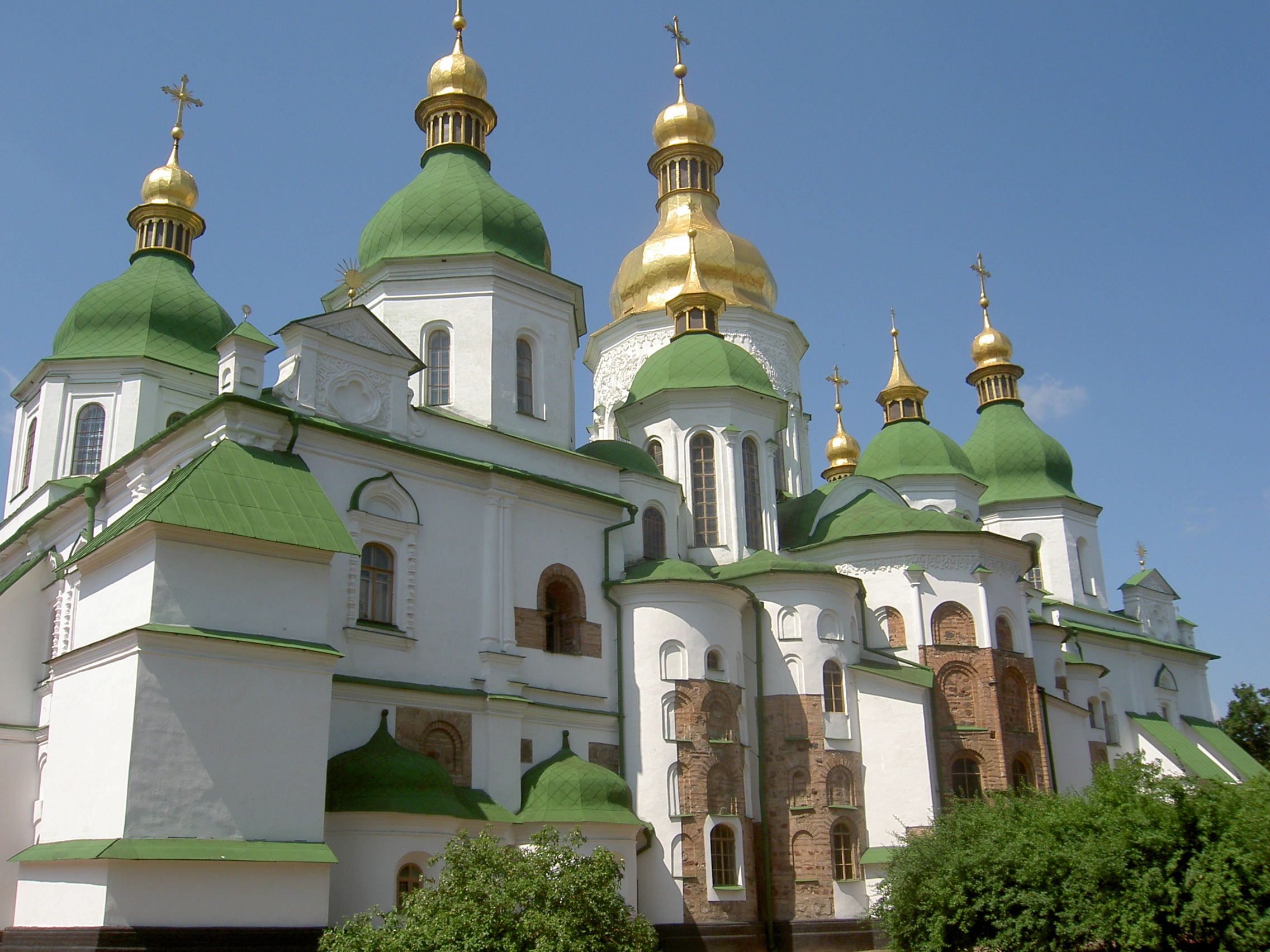
A kijevi Szent Szófia-székesegyház

Vlagyimir uralkodása nagy változást hozott a Kijevi Ruszban. Ő az uralma alá tartozó területek egyesítésére törekedett. Ezt a politikáját szolgálták a hadjáratai, házasságai, a különböző pogány kultuszok egyesítésére tett próbálkozásai, majd a kereszténység felvétele is (988). A 9–10. századi szláv és varég telepek, települések laza, egymással kapcsolatban nem álló halmazát, a barbár törzsszövetséget, amelynek alapját a poljan törzs és a varégok alkották a vezető rétegét, Vlagyimir intézkedései változtatták meg alapjában. A sikeres hadjáratoknak köszönhetően hatalmas területűre nőtt Kijevi Rusz közigazgatását és irányítását is átszervezte, és az addigi adóztatási formát sem lehetett fenntartani. Azelőtt a fejedelem a kíséretével körbejárta az uralma alá tartozó területeket és személyesen szedte be a járandóságát, az új rendszerben Vlagyimir a fiait bízta meg az egyes körzetek adószedő-kormányzói feladataival. Azonban hamar kiderült, hogy ez nem jelent hosszú távon megoldást, mivel Jaroszláv, Novgorod adószedője még apja életében megtagadta az engedelmességet és nem küldte tovább Kijevbe a nagyfejedelemnek a Novgorodra kivetett adót. Vlagyimir fegyverrel akarta Jaroszláv engedetlenségét megtorolni, amiben halála gátolta meg.
A szeniorátus rendje szerint a nagyfejedelmi székben a nemzetség legidősebb férfi tagja követte az elhunytat. Ilyenkor minden rokon követte a rangidőst és eggyel jelentősebb posztot foglalt el, vagyis előrébb lépett a fejedelmek hierarchiájában. A fejedelmek pedig minden fiúgyermeküknek részt adtak a földjeikből. Akinek az apja fejedelem volt, az is az lett és végső soron még a nagyfejedelmi trónt is elérhette. Így a fejedelmek újabb nemzedékei egyre kisebb területek felett uralkodtak, de ezt a rendszert a valóságos erőviszonyok mindig módosították. A Vlagyimir halálát követő trónviszályból végül (Bölcs) Jaroszláv (1019–1054) került ki győztesen, megszilárdítva hatalmát, és ő határozta meg fiai között az öröklés rendjét. Jaroszláv uralkodása jelenti a Kijevi Rusz virágkorát. Ekkor jön létre az első törvénykönyv (Ruszkaja pravda), ekkor alakul ki végérvényesen az önálló kijevi metropólia (püspökség), és ekkor választanak először nem görög származású metropolitát az egyház élére Ilarion személyében. Ekkor alapítják az első kolostorokat, amelynek szerzetesei az írásbeliség kialakulásában fontos szerepet játszottak. A Kijevi Rusz dinasztikus kapcsolatba került Európa uralkodóházaival: Bölcs Jaroszláv felesége, Ingigerda (Olof svéd király lánya) volt. Egyik fia bizánci hercegnőt kapott feleségül, lányai közül Anna I. Henrik francia királynak, Anasztázia I. András magyar királynak volt a felesége, harmadik lánya pedig a lengyel király felesége lett.

### A Kijevi Rusz hanyatlása és a mongol-tatár hódítás
Bölcs Jaroszláv lényegében három részre osztotta országát három legidősebb fia között. Halála után a legidősebb fia örökölte a központi területeket: Kijevet, Novgorodot, Pszkovot, fiatalabb fiai a később szerzett földek urai lettek. A népes családban azonban csakhamar állandósult a viszálykodás, a vetélkedés a jobban jövedelmező, tekintélyesebb fejedelemségek birtoklásáért. Az áldatlan állapotokon változtatni akaró fejedelmek 1097-ben Ljubecsben gyűlést tartottak, ahol megegyeztek, hogy mindenki megtarthatja apai örökségét. Azonban a szeniorátus elve is érvényben maradt, ami továbbra is számos vitára adott okot a fejedelmek között. 

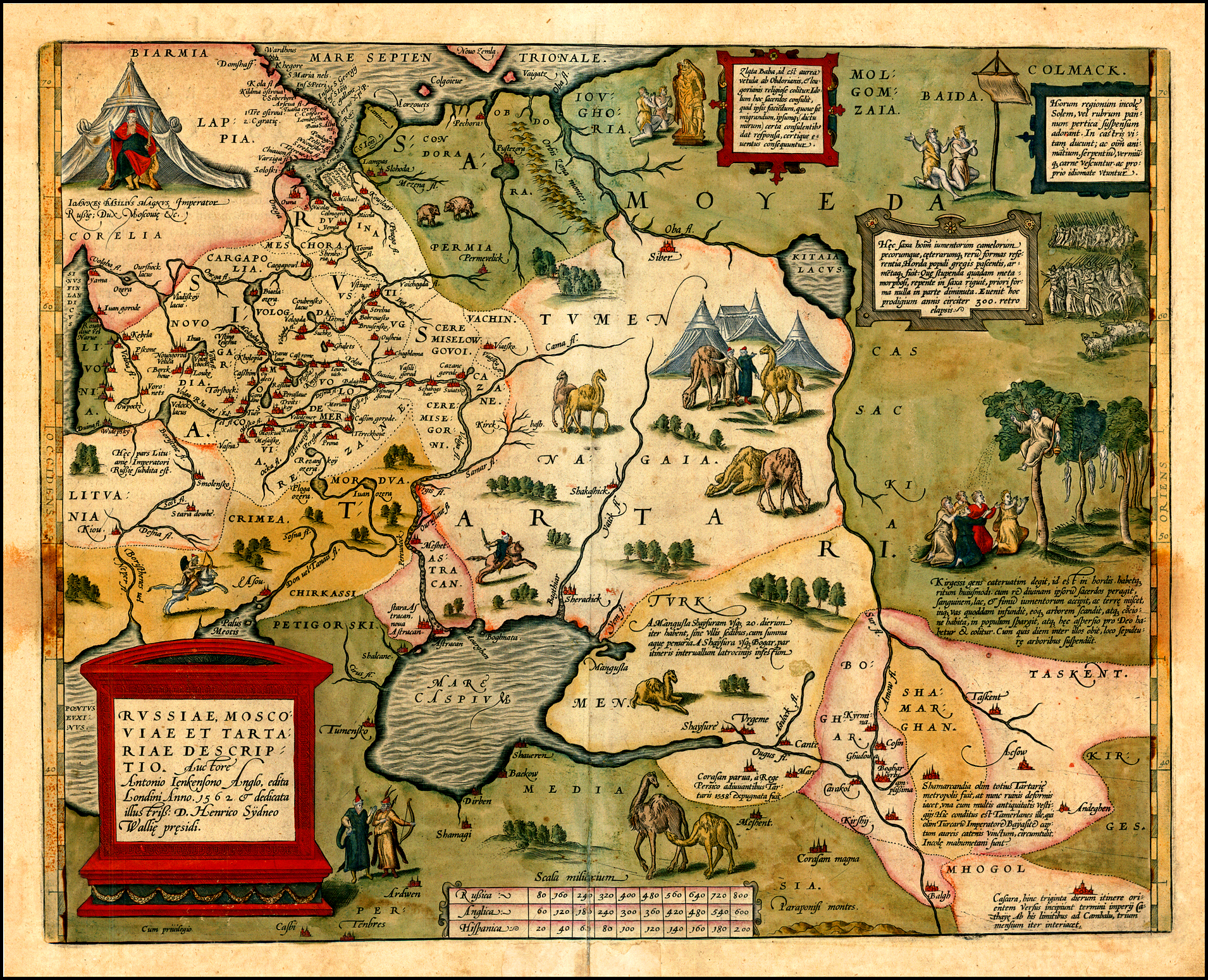
Russiae, Moscoviae et Tartariae descriptio, Ortelius térképe a tatárok hódításáról (1525)

Az egymással vetélkedő fejedelmek közül csupán Vlagyimir Monomah (1113–1125) emelkedett ki. Vlagyimir Monomah tudta biztosítani a Kijevtől távol eső területeken is befolyását, és mozgósítani az egész országot a sztyepp felől érkező kun (polovec) támadásokkal szemben. Legidősebb fia, Msztyiszláv halála után azonban Kijev végleg elvesztette központi szerepét és a perifériák lassan önállósodtak. A távolabbi központok fejedelmei közül sokan nagyfejedelemnek kezdték magukat címeztetni, ezzel is jelezve, hogy nincsenek alávetve Kijevnek. Kijev háttérbe szorulása valójában gazdasági okokkal magyarázható. A 11. században a kun fenyegetés és az állandósuló háborúk új, biztonságosabb „varégoktól a görögökig” vezető kereskedelmi utat igényelt: így a Dnyeper menti kereskedelem lehanyatlott, és a biztonságosabb Dnyeszter folyó menti út vált egyre fontosabbá. Ez Kijev gazdasági súlyának további  csökkenésével járt, mivel a kereskedelmi haszonban más területek részesültek. Az északi régió két fő központja Novgorod és Vlagyimir-Szuzdal lett.
Szuzdal ura, Jurij Dolgorukij hosszan harcolt a kijevi nagyfejedelmi címért, mialatt fia Andrej Bogoljubszkij vlagyimiri nagyfejedelem (1157–1174) új fejedelmi várost építtetett: Vlagyimirt. Ezt Kijevvel egyenrangú központnak álmodta meg, amely egy önálló metropólia székhelye is lett volna. Az utóbbi terve azonban nem sikerült, mivel a konstantinápolyi pátriárka ezt megakadályozta, de azért Andrej Bogoljubszkij még megalázta  Kijevet 1169-ben, amikor is elfoglalta és lerombolta a várost. Vszevolod vlagyimiri nagyfejedelem (1176–1212) később már mint egész Rusz ura indult hadba a kunok ellen. Halála után a Vlagyimir-Szuzdali nagyfejedelemség is aprózódni kezdett utódai között.
Novgorod fejlődése eltért az összes többi területétől. a keleti-nyugati kereskedelem fontos állomása volt, fejedelmeit a vecse vagyis a szabad lakosság gyűlése választotta meg, hívta a városba és kötött velük megállapodást. A délebbi régióban Csernyigov és Szmolenszk vetélkedtek Kijevvel. Fontos központ volt még a Halics-Volhíniai Fejedelemség is. Halicsban (Galícia) a fejedelmek a Novgorodihoz hasonló helyzetben voltak. Itt a bojárok választottak maguknak fejedelmet, ők határozták meg jogait, sőt az is előfordult, hogy az alkalmatlan fejedelmet elűzték. Halics és Volhínia csak rövid ideig tartozott össze, később Halics trónjára a magyar és lengyel uralkodóház is igényt tartott.
Az egymással hadakozó fejedelmek a tatár veszedelem hírére sem fogtak össze. Az mongolokkal vívott első csatában (Kalka menti csata) a kunokkal szövetséges fejedelmek megsemmisítő vereséget szenvedtek.
Batu kán 1237 telén kelt át a Volgán és ezzel megkezdődött a Kijevi Rusz mongol-tatár hódoltatása. A tatárok fegyelmezett serege gyors sikereket ért el. Azokat a városokat, amelyek nem voltak hajlandóak behódolni és adót fizetni könyörtelenül felégették és lakosait lemészárolták. Rjazany, Szuzdal, Vlagyimir, Tver, Jaroszlav városát elpusztították. 1239-ben kerül sor Csernyigovra és Perejaszlavra, 1240-ben pedig lerombolják Kijevet, majd tovább vonulnak nyugat felé a tatárok.
A 13. századi mongol hódítással a széttagoltsággal küzdő Rusz hosszú időre elvesztette függetlenségét.

## Gazdálkodás
A Kijevi Ruszban természeti gazdálkodást folytattak. A gazdaság fő termelési eszközei a földművelésben a keskenyvasú túró- és karcolóeke, kapa, sarló, kasza, faborona, kerék nélküli vagy helyenként nehéz fakerekű fordítólemezes eke voltak. Ezeknek a munkaeszközöknek csak a legfontosabb részeiben használtak vasat. Az erdős vidékeken erdőirtó, míg az erdős sztyeppen talajváltó földművelést alkalmaztak. Fő termesztett növényeik a rozs, búza, árpa, zab voltak.
A földművelés mellett fontos szerepet játszott az állattenyésztés is. A réteken vagy a sztyeppi területeken a szarvasmarha, juh, kecske tenyésztése volt a legfontosabb. Emellett tartottak baromfit és sertést is. Télen a jószágokat ólakban, karámokban tartották.
A vadászat, halászat és a mézgyűjtés is fontos szerepet töltött be a parasztok életében, mert kiegészítő jövedelemmel szolgált.
A kézművesség is számottevő eredményeket ért el. A vasat gyepvasércből levegőbefúvásos olvasztókemencében állították elő. A kovácsműhelyekben kovácsolták, edzették, élezték és csiszolták a vasat. Híresek voltak az itt gyártott hosszú egyenes kardok. Fejlődött a fazekasság, az üveggyártás és a famegmunkálás. Fából építették a házakat, templomokat, az erődítményeket, fából készítették a mindennapi használati tárgyaikat, csónakokat, szánokat, szekereket, bútorokat. Tovább fejlődött a kender- és gyapjúfonás, szövés, az aranyművesség.
A Kijevi Rusz életében fontos szerepet játszott a kereskedelem, amivel a varég-ruszok foglalkoztak, kihasználva a folyók adta kiváló közlekedési lehetőséget. A belső kereskedelem mellett élénk kereskedelmi kapcsolatokat folytattak külföldi országokkal is (Skandinávia, Balkán-félsziget, Bizánci Birodalom, Nyugat-Európa és Ázsia). Északról délre a Ruszon keresztül vezetett a varég út, amely összekötötte a Baltikummal és a Bizánci Birodalommal. Külföldre prémeket, mézet, viaszt, bőröket szállítottak, míg külföldről aranykészítményeket, drága kelméket, bort, fegyvereket, rezet, ónt hoztak. A kereskedők mellett a fejedelem és a bojárok szolgái, a parasztok és a városlakók is foglalkoztak kereskedelemmel.
Az állam területén az értékmérő a veretlen ezüsttömb, azaz a grivna volt, aminek két fajtáját használták: a hatszögű kijevi grivna és a rúd alakú novgorodi grivna. A külkereskedelemben viszont a nyugat-európai dénárokat, az arab dirhemeket és a bizánci aranyakat használták.